# トヨタ・ポルテ
ポルテ（Porte）は、トヨタ自動車が製造・販売していたトールワゴン。生産は、初代はダイハツ工業京都工場、2代目はトヨタ自動車東日本東富士工場が担当していた。

## 概要
初代は、ラウムに続くトヨタのユニバーサルデザイン第2弾となるモデル。助手席側のドアに大型の電動スライドドアを採用し、同時に助手席の前後スライド量を大きく取り、フロア高を300mmと低くして乗降性を高めた。それ故に小型車ながらウェルキャブのベース車両として採用されている。運転席側ドアは通常の前ヒンジドア、インパネはセンターメーターレイアウト。プラットフォームはヴィッツ系のNBCプラットフォームが使用された。
前述の低床フロアの関係上、発売当初は駆動方式はFFモデルのみで、4WDモデルは設定されていなかったが、2005年（平成17年）12月の一部改良時に追加設定された。
2代目は、「プチバン」と呼ばれるスライドドアや広い室内空間といったミニバン的要素を持つコンパクトカーの日本国内需要の高まりを受け、トヨタの「プチバン」として初のフルモデルチェンジを実施。あわせて、ポルテを取り扱わないカローラ店・ネッツ店向けに姉妹車のスペイドを発表・発売したため、実質的なトヨタ4系列全店扱い車種となった。トヨペット店扱いの車両は型式の末尾に「(P)」が入る。
特徴である大開口ワイヤレス電動スライドドアや低床フロアを継承しつつ、2WD車はフラットフロア化したことでより優れた乗降性を実現。運転席側のヒンジドア（スイングドア）には新たに後席にも設けられ、後席へのアクセスを容易にした。助手席側のBピラーには、子供の身長が測れる目盛りが付いている。助手席は前後700mm（2WD車）とスライド量を多くとり、一部グレードにクッションチップアップ機構付6:4分割可倒式シートを採用した。買い物フック・助手席アッパーボックス・運転席アッパートレイと運転席から手の届く場所に収納スペースを確保し、使い勝手を高めた。運転席側ドアミラーの位置をドアパネルに移動し、フロントピラーをスリム化することで左右斜め前方の視界を確保し、最小回転半径を4.6m（14インチタイヤ&ホイール装着車）に小さくしたことで取り回しも改善した。
デザインには直線と円弧を組み合わせたシンプルな長円形モチーフ「スクエアオーバル」を随所に取り入れ、内装はオートエアコンのヒーターコントロールパネルや運転席側リアドアポケット等の室内アイテムをリビングルームにある家具や雑貨をイメージしてデザインしたことでリビング感覚の心地よい室内空間を演出した。継続設定されるサイドアクセス車は先代と異なり助手席の背後の座席が使用不可となるため、乗車定員は3名となる。

## 初代 NNP1#型（2004年 - 2012年）
- 2004年（平成16年）7月26日 - 発売開始。

助手席側大開口スライドドア、助手席ロングスライド、低く凹凸のないフロアなどがあいまって乗降性の良さは抜群で、福祉車両としての用途にも向いているといえる。
福祉車両「ウェルキャブ」には「助手席リフトアップシート車」・「サイドアクセス車」・「専用パワーステアリング車」の3タイプを用意し、このうち「サイドアクセス車」は助手席位置に脱着シートまたは専用車椅子で乗車できる日本初の仕様が設定された。
発売開始1か月間（期間中に販売店の夏季休業があったため、実質3週間）の受注台数は約16,000台と月販目標の4倍（月販目標は4,000台）を達成し、好調な滑り出しを見せた。
- 2005年（平成17年）12月12日 - 一部改良。

積載重量に関わらず光軸を一定に保つヘッドランプレベリング機能の追加やフロントグリルのデザインを変更し、4WD仕様の新グレード「150i」を追加した。
福祉車両「ウェルキャブ」もベース車同様の改良を行い、4WD車を設定。ワイヤレスリモコンのデザインも変更された。
- 2006年（平成18年）
  - 9月25日 - 福祉車両「ウェルキャブ」に「フレンドマチック車 ウェルドライブ」を追加[2]。

運転席がリモコン操作で助手席位置へ移動し、左回転して車外へ降下する「ウェルドライブシート」機構を採用。このシートは車外へ出た後も備え付けの「ジョイスティック」で利用者自身が操作する自操式電動車椅子として使用できる。車椅子としての快適性を高めるため、リクライニング機能や電動のフットレスト高さ調節機能を搭載している。
車両側には、手前に引いてアクセル、奥へ倒してブレーキ、と手全体の動きで操作できる新型「手動運転補助装置」を備えており、方向指示レバーや灯火類など、頻度の高いスイッチ類もこの装置に配備されている。
  - 10月2日 - 特別仕様車「130i Cパッケージ/150r/150i Cパッケージ モカ selection」を発売。

肌にやさしいフレシール加工[注釈 5][3]のシート表皮を専用色の「モカ」に変更し、ディスチャージヘッドランプを装備した。ボディカラーには専用設定色の「ライトグリーンメタリック」を含む5色を設定。
- 2007年（平成19年）6月26日 - マイナーチェンジ。

フロントヘッドランプ・リアコンビネーションランプ・ホイールキャップのデザインを変更。
ボディカラーにはベージュメタリックと特別仕様車「モカ selection」の特別設定色だったライトグリーンメタリックの2色を追加。
内装はシート表皮に撥水加工を施し、視認性を向上したオプティトロンメーターを装備しインパネを一新。
助手席スライドドアからでも操作できるスマートドアロック（一部グレード）や、ターンランプ付きドアミラー、助手席アシストグリップを追加。
「150r」・「150i」には専用シート表皮・運転席アームレスト・プラズマクラスターを装備した「Gパッケージ」を追加。なお、本変更に伴い「150i Cパッケージ」を廃止。
福祉車両「ウェルキャブ」でもベース車と同等の改良を行うと共に、「助手席リフトアップシート車」はシート機能性・スイッチ操作性・フットレスト使用性を向上。「サイドアクセス車（脱着シート仕様）Aタイプ」には電動アシスト機能がついた「電動介護式」と、ジョイスティックでの自操が可能な「電動自操式」を追加設定。「フレンドマチック車（ウェルドライブ）」にはスライドダウンしたシートから車椅子へアプローチができ、シート移乗後には車椅子を収納クレーンで助手席スペースへ格納できる「タイプII」を追加設定した（「タイプII」の追加設定に伴い、従来仕様は「タイプI」に改名）。
- 2009年（平成21年）6月15日 - 特別仕様車「130i/130i Cパッケージ/150i HID Selection」を発売。

「130i/150i」をベースにディスチャージランプを装備。スマートドアロック（運転席・助手席。130i/130i Cパッケージ）・運転席アームレスト（130i Cパッケージ/150i）を特別装備した。ボディカラーは特別設定色の「マルーンブラウンマイカ」を含む全9色を設定。
- 2010年（平成22年）8月2日 - 一部改良。

空燃比センサーを追加し、ECUの制御を変更したことで排出ガスを低減し、「平成17年基準排出ガス75%低減レベル（☆☆☆☆）」を達成。
ボディカラーには新たに「ライトパープルマイカメタリック」を追加すると共に、シート色にはダークグレーやボディカラーにあわせたグリーン・パープルを追加し、5パターンとなった。
- 2012年（平成24年）
  - 6月[4] - 生産終了。在庫対応分のみの販売となる。
  - 7月 - 2代目へのモデルチェンジに伴い販売終了。

## 2代目 XP14#型（2012年 - 2021年）
- 2012年（平成24年）7月23日 - フルモデルチェンジ[5]（同日発売。但し、「V」のみ同年10月より生産）。CMキャラクターとして乙葉を起用。

1.3L車には新搭載となる1NR-FE型を、また、1.5L車は1NZ-FE型を改良を加えた上で継続搭載する。併せて、アイドリングストップ機能「Toyota Stop & Start System」を「1.3X」に標準装備、1.5L・2WD車にメーカーオプション設定した。
ボディカラーは新色のエアグリーンパールクリスタルシャイン（メーカーオプション）とクリームベージュの2色を含む8色を設定し、プラムとフロマージュの2色のインテリアカラーと自由に組み合わせることができる。
ラインアップは刷新され、1.3L車は「V」と「X」の2グレードに、1.5L車はシートタイプが異なる「X（セパレートシート）」・「Y（ベンチシート）」・「F（セパレートシート＋撥水タイプシート表皮）」・「G（セパレートシート+運転席快適温熱シート）」の4グレードとなった。「V」を除く全グレードに、6種類の「セレクトパッケージ」を用意した。
- 2014年（平成26年）5月8日 - 特別仕様車「F“a la mode”（ア・ラ・モード）」を発売[6]。

「F」をベースに、「スマートエントリーパッケージ」と「スーパーUVカットパッケージ」を特別装備。さらに、外装のラジエーターグリルとドアミラーならびに内装のレジスターリング（エアコン吹き出し口）に、外板色と合わせたアクセントカラーを加飾することで、「スタイリッシュ」と「かわいい」の2つの個性を付与した。具体的には、ボディカラーが「ホワイトパールクリスタルシャイン（メーカーオプション）」および「ブラック」の場合、ラジエーターグリル＆ドアミラーには「シルバー塗装」、レジスターリングには「サテン調」の加飾を施す。また、ボディカラーが「クリームベージュ」および特別設定色である「スーパーブライトイエロー」の場合、ラジエーターグリル＆ドアミラーは「ブラウン塗装」、レジスターリングは「ブラウン塗装（内装色プラムの場合はサテン調）」の加飾を施している。
その他、特別装備として、専用意匠アナログ式センターメーター（メーター照度コントロール機能付）、メッキ加飾（バックドアガーニッシュ、アウトサイドドアハンドル、インサイドドアハンドル、シフトレバーベゼル）、 IR（赤外線）カット機能付フロントドアガラス、オート電動格納式リモコンカラードドアミラー（サイドターンランプ付）を採用している。
- 2015年（平成27年）7月1日 - 一部改良、並びに特別仕様車「F"a la mode Deux（ア・ラ・モード・ドゥ）"」を発売[7] 。

キャッチフレーズは「家族愛がありあまる」で、CMキャラクターにはゲスの極み乙女。、CMソングも当バンドの「ロマンスがありあまる」が起用された。
2WD車のエンジンを、燃焼効率を高めた1.5Lの新型エンジン「2NR-FKE型」に換装し、これまでメーカーオプション設定だったアイドリングストップ機構「Stop & Start System」を標準装備化したことで燃費が向上した。また1.3L車を廃止し、従来は1.3L専用だった廉価グレード「V」は1.5Lに変更となった。なお、「V」は従来通り2WDのみの設定。
外装はラジエーターグリルをグレーメタリック塗装に変更。内装は、内装色「フロマージュ（「V」・「Y」を除く）」のインストルメントパネル上部とドアトリムオーナメントのさし色をピンクに変更し、シート表皮の色や柄も変更。全車にデッキサイドグリップと助手席グローブボックスを追加したほか、「V」を除く全グレードにラゲージルームランプを、一部グレードに照明付マルチボックス、天井スピーカー、天井照明付バニティミラーなどを追加した。ボディカラーは「エアグリーンパールクリスタルシャイン（メーカーオプション）」に替わり、「チェリーパールクリスタルシャイン（メーカーオプション）」を追加し、特別仕様車「F"a la mode"」設定色であった「スーパーブライトイエロー」を標準設定（「V」は設定無し）とした。
「セレクトパッケージ」の一部で装備の追加や変更を行い、「スーパーUVパッケージ」はフロントドアガラスのスーパーUVカットガラスにIR（赤外線）カット機能を追加、「スマートエントリーパッケージ」にはオート電動格納式ドアミラーを追加、「ドレスアップパッケージ」はアナログ式センターメーターを新意匠に変更し、ホイールにスーパークロームメタリック塗装樹脂フルキャップを追加した。
特別仕様車「F"a la mode Deux"」は、前述した「F"a la mode"」から、着脱式で丸洗いが可能なファスナー式カバーシート「ウォッシャブルカバーシート」が新たに特別装備され、内装色はベースシート表皮を「フロマージュ」、インストルメントパネル上部とドアトリムオーナメントの差し色を「プラム」とした特別仕様車専用の組み合わせを採用。外装では、ラジエーターグリルと電動格納式リモコンドアミラーにブラウン塗装、バックドアガーニッシュとアウトサイドドアハンドルにメッキ加飾を施すとともに、ホイールにはパールホワイト塗装樹脂フルキャップを特別装備とした。内装では、ブラウン塗装のレジスターリング、メッキ加飾のインサイドドアハンドル（運転席・助手席）を採用。また、ベースグレードではメーカーオプションとなる「スマートエントリーパッケージ」と「スーパーUVカットパッケージ」も特別装備としている。ボディカラーは、「ホワイトパールクリスタルシャイン」・「チェリーパールクリスタルシャイン」・「クリームベージュ」・「スーパーブライトイエロー」の4色を設定。
- 2016年（平成28年）6月30日 - 一部改良、並びに特別仕様車「F"a la mode Trois（ア・ラ・モード・トロワ）"」を発売[8] 。

プリクラッシュセーフティ、レーンディパーチャーアラート、オートマチックハイビームをセットにした「Toyota Safety Sense C」や、先行車発進告知機能、緊急ブレーキシグナルを全車に標準装備としたほか、IR（赤外線）カット機能付ウインドシールドガラスも標準装備され、センターメーターをデジタル表示化した。ボディカラーは「スーパーブライトイエロー」と「ライトブルーマイカメタリック」に替わり、「シトラスオレンジマイカメタリック」と「ブラッキッシュアゲハガラスフレーク（メーカーオプション）」を追加し全9色を用意。
今回の一部改良により、2WD専用の廉価グレード「V」が廃止された。
「ウェルキャブ」はベース車同様の改良に加え、助手席回転チルトシート車・助手席リフトアップシート車・サイドアクセス車 脱着シート仕様の各「Bタイプ」において、従来の電動クレーン方式から電動スライド方式に変更した新タイプの車いす収納装置を採用。搭載可能な車いす重量を従来の30kgから35kgとした。
特別仕様車「F"a la mode Trois"」は、室内天井とウォッシャブルカバーシートを水玉模様をあしらった専用デザインに変更した。ボディカラーは「F"a la mode Deux"」同様、4色を設定。「スーパーブライトイエロー」に替わり「シトラスオレンジマイカメタリック」が新設定される。
- 2017年（平成29年）12月11日 - 一部改良、並びに特別仕様車「F"a la mode Brun（ア・ラ・モード・ブラン）"」を発売[9]。

従来はオプション設定だった「スマートエントリーパッケージ」が全車に標準装備化されたほか、「X」と「F」は内装色「フロマージュ」の差し色（インパネ上部及びオーナメント）がブラッドオレンジに変更された。ボディカラーは、「シトラスオレンジマイカメタリック」・「ブラッキッシュアゲハガラスフレーク（メーカーオプション）」に替わり、「アクアブルーメタリック」と「ブルーメタリック」の2色が追加された。
特別仕様車「F"a la mode Brun"」は、室内の天井とウォッシャブルカバーシートに千鳥格子柄をあしらった専用デザインを採用。前述のとおり「スマートエントリーパッケージ」の標準装備化に伴い特別装備内容も一部変更され、マルチリフレクターディスチャージヘッドランプとコンライトで構成された「HIDパッケージ」が新たに特別装備された。ボディカラーは「F"a la mode Trois"」同様に4色を設定。「シトラスオレンジマイカメタリック」に替わり、「アクアブルーメタリック」が新設定された。
- 2018年（平成30年）
  - 4月 - 衝突回避支援パッケージの名称を「Toyota Safety Sense C」から「Toyota Safety Sense」に変更[10]。（公式発表なし）
  - 11月5日 - 特別仕様車「F"Raffine（ラフィネ）"[注釈 11]」を発売[11]。

「F」をベースに、革調シボ付ルーフフィルムが採用され、ステアリングホイールとシフトレバーノブを本革巻きに、シートは合成皮革とファブリックを組み合わせた専用仕様にそれぞれ変更されるとともに、内装パーツ色がブラックに統一され、インサイドドアハンドル（運転席・助手席）などの内外装の随所にメッキ加飾が施された。また、「HIDパッケージ」と「スーパーUVカットパッケージ」も特別装備された。ボディカラーは特別設定色の「ブロンズマイカメタリック」を含む5色が設定される。
- 2019年（令和元年）
  - 7月3日 - 一部改良並びに特別仕様車「F"Raffine"」を新仕様で再発売[12]。

WLTCモードによる排出ガス並びに燃料消費率（2WD車はJC08モードによる燃料消費率も併記）に対応し、2WD車は「平成30年排出ガス基準50%低減レベル（☆☆☆☆）」認定を取得。4WD車は「平成30年排出ガス規制適合」となったため、これまでリアウィンドウ右下に装着されていた「低排出ガス車」ステッカーが装着されなくなった。
既搭載の予防安全パッケージ「Toyota Safety Sense」の構成装備の一つであるプリクラッシュセーフティを昼間の歩行者にも検知可能としたレーザーレーダー+単眼カメラ方式に変更するとともに、インテリジェントクリアランスソナー［パーキングサポートブレーキ（静止物）］のオプション設定が追加された。
ボディカラーはモノトーンカラーは「ダークブラウンマイカメタリック」と「ブルーメタリック」を廃止[注釈 12]して7色に整理するとともに、ボディ上部に新色の「アッシュグレーメタリック」を採用したツートーンカラー3色（ベージュ、アクアブルーメタリック、グレイッシュブルー）が新たにメーカーオプション設定された。
「F"Raffine"」は前述したインテリジェントクリアランスソナー［パーキングサポートブレーキ（静止物）］が新たに特別装備されたほか、ボディカラーはカタログカラーでの「ダークブラウンマイカメタリック」の廃止に伴い、4色に整理された。
  - 10月4日 - 特別仕様車「F"GLAMPER（グランパー）"」を発売[13]。

「F」をベースに、外観はフロントグリル・ドアミラーカバー・アウトサイドドアハンドル・ホイールキャップにブラック加飾を採用。内装はブラックインテリアとし、シート表皮はサイド部とヘッドレストの合成皮革にコハクを配色した専用ファブリックが採用された。
販売店装着オプションとして、トヨタカスタマイジング&ディベロップメント製の専用パーツ「GLAMPER meets TRD」が用意されており、サイドデカール、ドアハンドルプロテクター、15インチアルミホイールセット、並びにこれら3点をセット化した「アクティブキット」が設定される。
- 2020年（令和2年）
  - 5月1日 - 東京都を除く全ての地域での全車種併売化に伴い、トヨタ西東京カローラを除くカローラ店、ネッツトヨタ多摩・ネッツトヨタ東都を除くネッツ店での販売を開始。姉妹車のスペイドも一緒に併売される。
  - 7月2日 - 特別仕様車「F"Safety Edition"」「G"Safety Edition"」を発売[14]。

「F」・「G」をベースに、ベースグレードではメーカーオプションとなるインテリジェントクリアランスソナー［パーキングサポートブレーキ（静止物）］が特別装備されるほか、バックカメラとステアリングスイッチ（オーディオ操作）で構成された「ナビレディパッケージ」、マルチリフレクター式ディスチャージヘッドランプとコンライト（ライト自動点灯・消灯システム、ランプオートカットシステム）で構成された「HIDパッケージ」も特別装備された。
ボディカラーはホワイトパールクリスタルシャイン（メーカーオプション）、シルバーメタリック、クリームベージュ、アクアブルーメタリックの4色が設定される。
  - 12月9日 - 生産終了[15]。公式ホームページも削除された。
- 2021年（令和3年）1月31日 - 販売終了・登録終了。

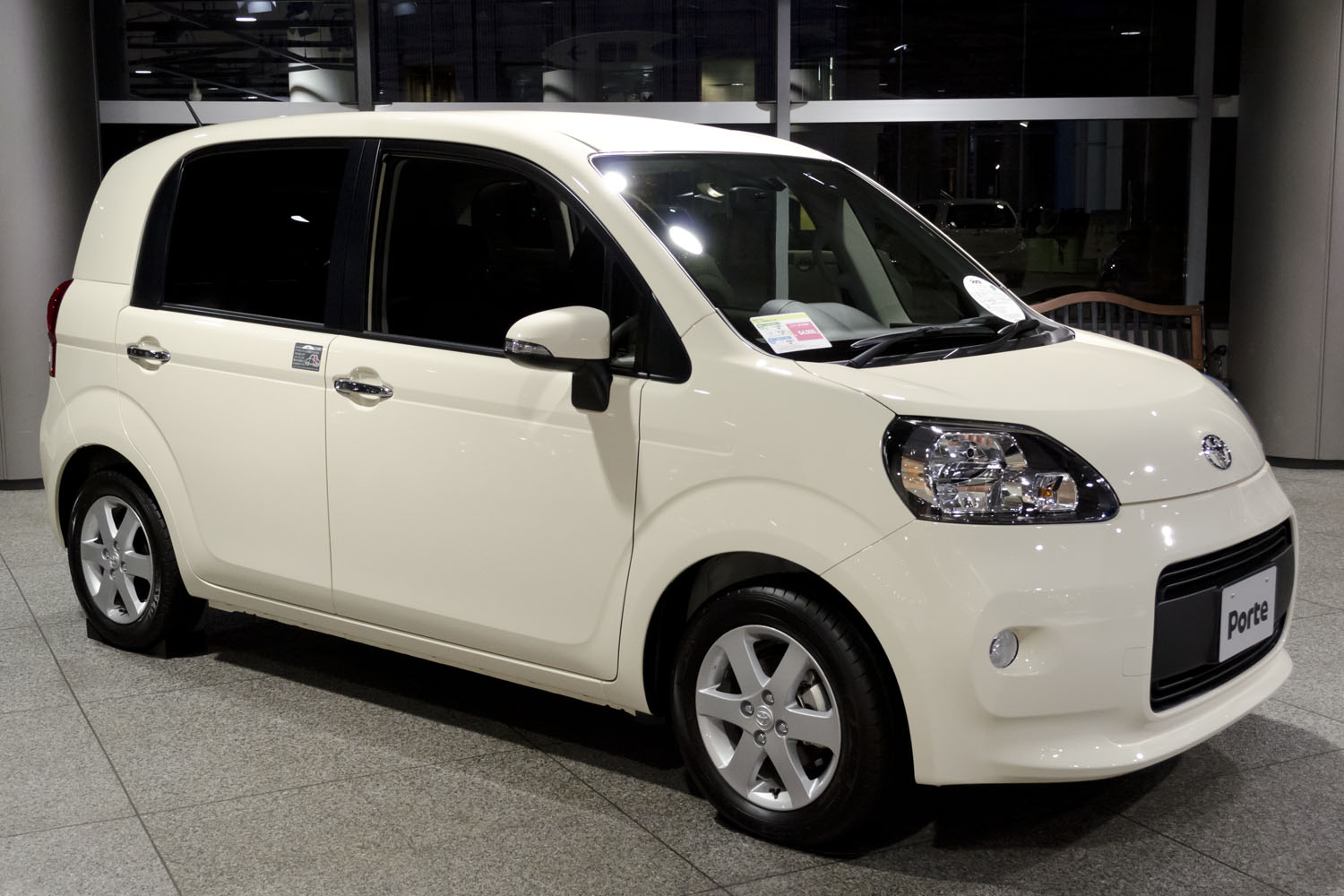
2012年7月発売モデル フロント
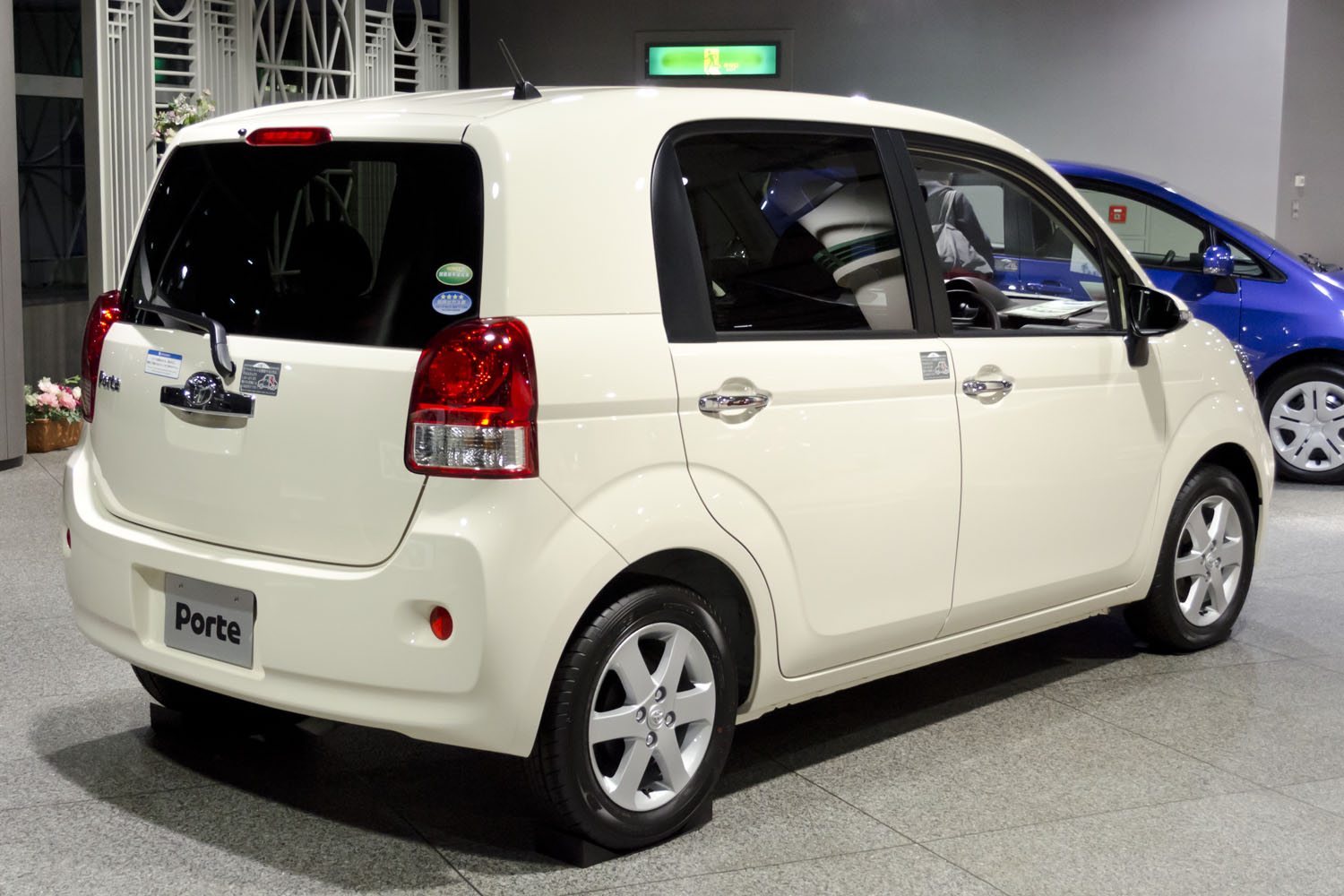
2012年7月発売モデル リア
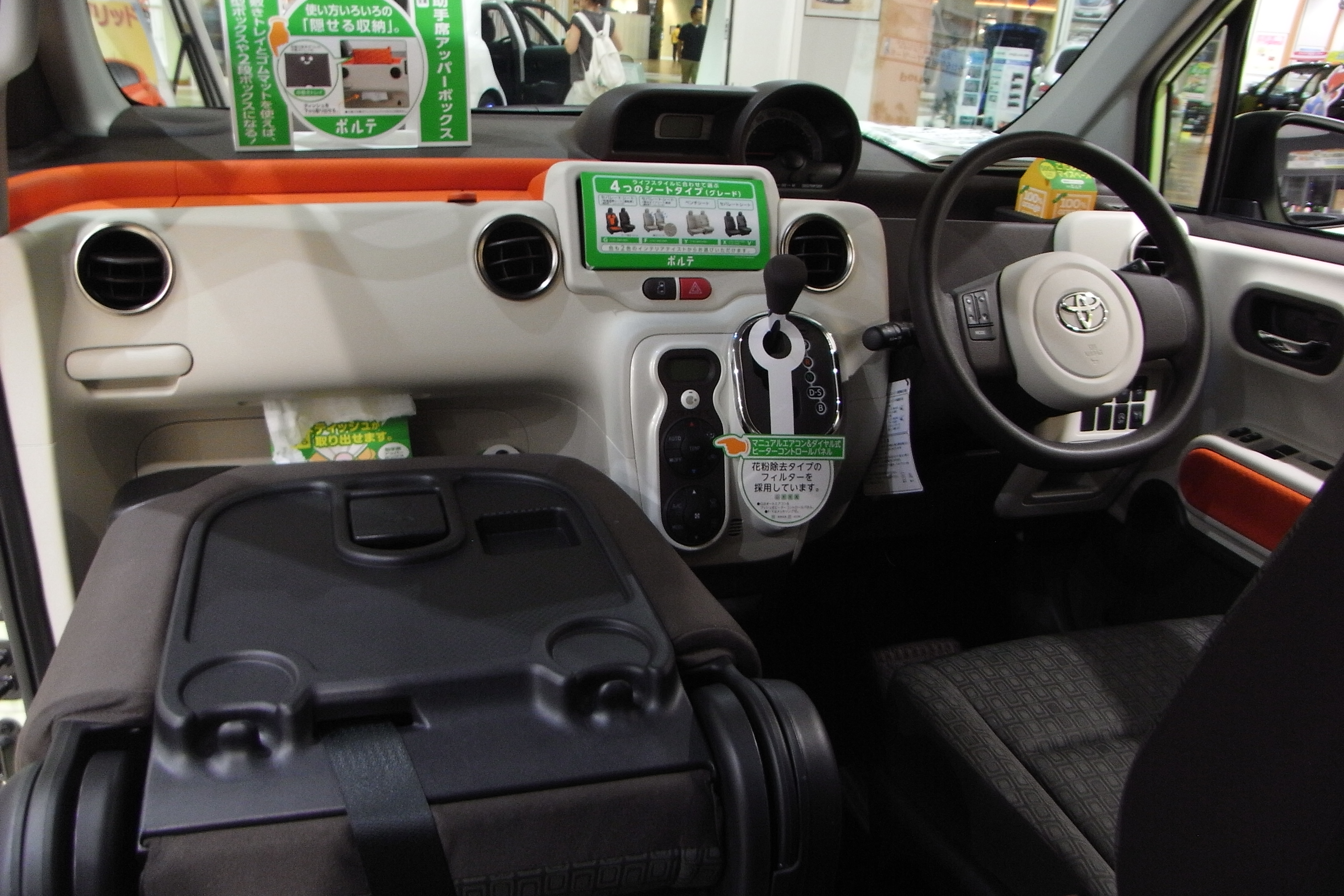
2012年7月発売モデル インパネ
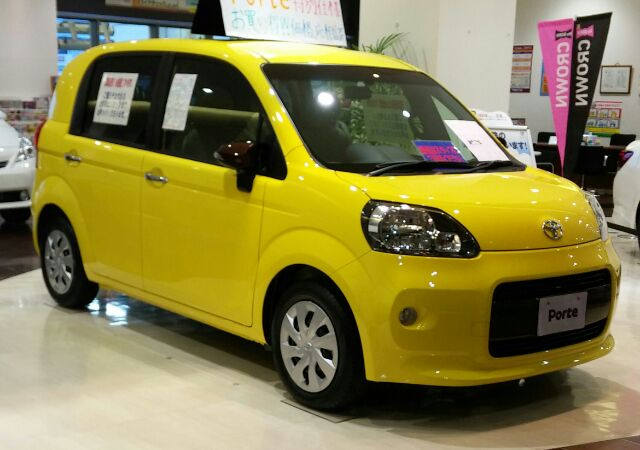
F"a la mode"

## 車名の由来
ポルテとは、フランス語で扉の意味。ただし綴り字読み（porte）であり、フランス語での発音はポルト（eは無音）が近い。フランス語でポルテと発音する場合、portée（射程）やporter（持っていく）などがある。ちなみに、同じポルテでもマセラティ・クアトロポルテのポルテはイタリア語の扉または門を意味する「porta」の複数形。

## 販売チャンネル
2020年4月まで
- トヨタ店
- トヨペット店

2020年5月から
- トヨタ全販売店で姉妹車のスペイドとの併売

東京地区では、2019年4月の直販会社の統合によりトヨタモビリティ東京へ移行され、旧トヨタ東京カローラ店舗と旧ネッツトヨタ東京店舗でも取り扱いを開始したほか、カローラ店系列のトヨタ西東京カローラ、ネッツ店系列のネッツトヨタ東都とネッツトヨタ多摩でも取り扱われるようになり、姉妹車のスペイドとの併売となった。